# Verteilungskoeffizient
Ein Verteilungskoeffizient gibt an, wie sich ein Stoff zwischen zwei nicht-mischbaren Phasen verteilt.

## Klassifizierung

### Flüssigkeit-Flüssigkeit
In einer Flüssigkeit können bei nicht mischbaren Stoffen zwei, selten mehrere, flüssige Phasen auftreten, die eine Mischungslücke (Flüssig-Flüssig-Gleichgewicht) ausbilden. Ein dritter Stoff, der in geringer Menge dazugegeben wird, löst sich in beiden Phasen zumeist in unterschiedlichem Maß.
{\displaystyle K_{L_{1}L_{2}}={\frac {c_{L_{1}}}{c_{L_{2}}}}}
mit
- K: Verteilungskoeffizient (oft auch als P bezeichnet, P steht für Partition Coefficient (engl.))
- cL1: Konzentration des dritten Stoffes in erster flüssiger Phase (alternativ: in der Oberphase)
- cL2: Konzentration des dritten Stoffes in zweiter flüssiger Phase (alternativ: in der Unterphase)

Der bekannteste Flüssig-Flüssig-Verteilungskoeffizient ist der Octanol-Wasser-Verteilungskoeffizient (KOW), der die Verteilung einer Komponente zwischen einer wasserreichen und octanolarmen sowie einer octanolreichen und wasserarmen Phase beschreibt. Ausgenutzt wird diese Verteilung bei der Flüssig-Flüssig-Extraktion.

### Gas-Flüssigkeit
Die Verteilung zwischen einem Gas und einer Flüssigkeit wird durch das Henry-Gesetz beschrieben.

### Feststoff-Flüssigkeit
Diese Klasse umfasst  beispielsweise Boden-Wasser- oder Sediment-Wasser-Verteilungskoeffizienten (KSW, SW steht für Soil-Water). Bei diesem Koeffizienten wird bestimmt, welche Mengen eines Stoffes sich an Boden- oder Sedimentteilchen adsorbieren oder von ihnen absorbiert werden.
In der Petrologie wird untersucht, welche Elementverteilungen beim Schmelzen bzw. Kristallisieren von Gesteinen zwischen der flüssigen Phase (Gesteinsschmelze) und der festen Phase (Minerale) auftreten. Der Verteilungskoeffizient des chemischen Elementes beschreibt hierbei, wie hoch die Konzentration des Element in den beiden Phasen ist, wenn diese im Gleichgewicht sind. Der Verteilungskoeffizient für das Element ist abhängig von der Temperatur, dem Druck und der jeweiligen chemischen Zusammensetzung der Phasen (Schmelze und Mineralgemisch).

## Bestimmung
Die Verteilungskoeffizienten können durch das Messen der Konzentrationen in den einzelnen Phasen bestimmt werden oder durch quantitative Struktur-Aktivitäts-Beziehungen (QSAR) näherungsweise berechnet werden, beispielsweise durch EPI Suite.

## Bedeutung
Wichtig sind Verteilungskoeffizienten überall dort, wo Phasengleichgewichte in heterogenen Systemen eine Rolle spielen, also z. B. technische Extraktionsverfahren, bei der Bestimmung der Verbreitung chemischer Stoffe in biologischen Systemen im Rahmen der Pharmakokinetik oder in der magmatischen Petrologie.

## Software
- Molecular Property Explorer